# Panzer Strike
Panzer Strike est un jeu vidéo de type wargame créé par Gary Grigsby et publié par Strategic Simulations en 1987 sur Apple II et en 1988 sur C64. Le jeu simule des combats tactiques en Europe et en Afrique du Nord pendant la Seconde Guerre mondiale. Il propose un mode campagne, qui permet au joueur de contrôler une escouade sur la durée du conflit, ainsi que sept scénarios individuels. Il offre également la possibilité de créer des scénarios et des campagnes personnalisées. Le jeu se déroule sur une carte, divisée en cases carrées, sur laquelle les joueurs dirigent leurs unités alternativement. Chaque tour est divisé en deux phases, une phase d’ordre et une phase de combat, cette dernière étant elle-même divisée en trois séquence, et de nombreuses sous séquences, qui permettent aux mouvements et aux combats d’être simulés de manière quasiment simultanée. À sa sortie, il est encensé par le magazine Computer Gaming World qui le décrit comme le meilleur wargame tactique sur ordinateur du fait notamment des possibilités qu’il offre en matière de création de scénarios et de campagnes personnalisée. Il est ainsi élu meilleur jeu de stratégie de l’année 1988 par le magazine. Le reste de la presse vidéoludique met en avant sa complexité et son réalisme et conclut donc qu’il est avant tout destinés aux wargamers expérimentés.
Panzer Strike a bénéficié d’une suite, baptisée Typhoon of Steel et publiée en 1988. 

## Système de jeu
Panzer Strike est un wargame qui simule des combats tactiques en Europe et en Afrique du Nord pendant la Seconde Guerre mondiale. Le jeu propose une campagne qui permet au joueur de contrôler une escouade sur la durée de la guerre. Il propose également sept scénarios individuels, dont deux se déroulent sur le front de l’Est, deux en Afrique du Nord et trois sur le front de l’Ouest. Il permet également de créer des scénarios personnalisés. Son système de jeu est très similaire à celui des autres jeux développés par Gary Grigsby. Chaque tour, qui représente une minute, est divisé en deux phases : une phase d’ordre et une phase de combat. La phase de combat est elle-même divisée en trois séquence, et de nombreuses sous séquences, qui permettent aux mouvements et aux combats d'être simulés de manière quasiment simultanée. Les scénarios durent généralement trente ou soixante tours, durée qui peut être raccourci mais pas allongée.
Le jeu se déroule sur une carte divisée en case carrée plutôt qu’hexagonales. L’ordinateur prend néanmoins en compte le fait qu’un mouvement en diagonal représente une distance plus longue qu’un mouvement vertical ou horizontal. Chaque case représente une distance d’environ 50 yards et la carte fait au total soixante cases de longueur d’Est en Ouest, soit environ 2 miles, et entre 10 et 60 cases de haut. Le joueur peut visualiser la carte par l’intermédiaire de deux écrans, qui n’affichent qu’une fraction de la carte complète : un écran tactique, qui affiche 10x20 cases, et un écran stratégique qui affiche 20x40 cases. La touche Z permet de passer de l’un à l’autre. Sur la carte sont représentés cinq niveaux de terrains, de zéro à quatre. Le niveau 1 correspond au niveau normal du sol et les rivières, les marais et les dépressions sont situées en dessous. Le niveau 2 correspond aux terrains accidentés ou pentu et le niveau 3 aux collines. Les forêts, les bâtiments et les routes peuvent être positionnés sur les terrains de niveau 1 ou 3. Les trois ensembles de terrains (Europe en été, Europe en hiver et Afrique du Nord) ont un rendu différents à l’écran et permettent de simuler les différences de région et de saison. Ainsi, un marécage en Europe est bien plus facile à franchir en hiver, lorsqu’il est glacé, et se transforme en oasis en Afrique. 

## Développement et publication
Panzer Strike est développé par Gary Grigsby. Il est publié sur Apple II en décembre 1987 puis sur Commodore 64 en janvier 1988. Des versions Amiga, Atari ST et IBM PC sont initialement envisagées mais celles-ci ne seront finalement abandonnées. Le packaging du jeu contient deux disquettes doubles face, deux manuels et une carte d’instructions. La face d’une des disquettes contient l’éditeur de scénario. Les autres contiennent le jeu avec les données correspondant aux différents théâtres du conflit : le front de l’Ouest, le front de l’Est et l’Afrique du Nord. Le jeu ne dispose pas de protection contre la copie mais pour décourager les copies illégales, le jeu nécessite, environ une fois par partie, de répondre à une question concernant les caractéristiques des unités  indiquées dans le manuel d’instruction. Le manuel est composé de cinquante pages, dont quatre pages d’introduction.

## Accueil
| Panzer Strike |      |        |
| Média         | Nat. | Notes  |
| ACE           | US   | 79,5 % |
| CGW           | US   | 2/5    |
| Zzap!64       | US   | 78 %   |

Après sa sortie en 1987, Panzer Strike est salué par le journaliste Bob Proctor du magazine Computer Gaming World. Ce dernier le compare d’abord au wargame sur table Squad Leader. Il note en effet que, comme ce dernier, il simule de petits affrontements en Europe pendant la Seconde Guerre mondiale, qu’il est « flexible » et « varié », et qu’il a donc les qualités pour rester populaire pendant plusieurs années. Pour lui, il est ainsi « le premier jeu sur ordinateur à approcher Squad Leader » en termes de variété et d’intérêt. Il ajoute néanmoins que le jeu ne se limite pas pour autant à une simple adaptation de Squad Leader sur ordinateur. Il juge en effet que l’ordinateur le rend beaucoup plus facile à prendre en main et qu’il propose un système de jeu très différent. Concernant le jeu en lui-même, il salue particulièrement ses possibilités en termes de personnalisation. Dans ce domaine, il le juge « révolutionnaire » car il permet de créer « facilement et rapidement » de nouveaux scénarios intéressants. Il est encore plus enthousiaste concernant son éditeur de campagne qui représente, d’après lui, son plus gros point fort. Malgré ces louanges, Bob Proctor ne considère pas Panzer Strike parfait pour autant et regrette notamment l’absence de troupe américaine, ainsi que quelques petites lacunes dans son éditeur de scénario et dans son système de jeu. Il conclut néanmoins que Panzer Strike est, pour lui, le meilleur wargame tactique sur ordinateur. De son côté, le journaliste du magazine Amiga User International le décrit comme un jeu « complexe » et explique que, malgré la présence d’un tutoriel qui en facilite la prise en main, il n’est pas recommandé de l’essayer sans avoir au préalable étudié le manuel d’instruction. Pour lui, le jeu n’est donc pas destiné aux fans de shoot 'em up mais plutôt à ceux qui commencent à se lasser de ces derniers ou qui préfèrent les jeux plus complexes. De la même manière, le journaliste du magazine ACE le considère comme un jeu  « sophistiqué » qui nécessite du temps et des efforts pour être maitrisé. Il estime donc qu’il n’est pas vraiment recommandé pour les joueurs n’ayant pas l’habitude des wargame. Philippa Irving, du magazine Zzap!64, est globalement du même avis. S’il elle salue son « réalisme » et juge qu’il est « difficile d’imaginer une simulation de ce type plus complète », elle estime en effet que certains joueurs risquent d’être déboussolés par le nombre de paramètres à prendre en compte. Elle ajoute que sa complexité entrave sa jouabilité, ce qui ne facilite pas sa prise en main, et considère donc qu’il ne peut être réellement apprécié que par les joueurs intéressés par ce genre de jeu. Pour ces derniers, elle juge en revanche que Panzer Strike constitue un excellent jeu grâce à son réalisme, son niveau de détail et son packaging d’excellente qualité. 
Le jeu a notamment été élu « meilleur jeu de stratégie de l'année » par le magazine Computer Gaming World en 1988, le magazine le décrivant comme un jeu « révolutionnaire » du fait « de sa complexité, de sa constructibilité et de son système de commande » et car il représente un avancée dans le domaine du wargame tactique.

## Postérité
Après la sortie de Panzer Strike, Gary Grigsby en développe une suite qui est publiée sous le titre de Typhoon of Steel par Strategic Simulations en 1988 sur Apple II et Commodore 64 avant d'être porté sur IBM PC puis Amiga. Celle-ci transpose le système de jeu de son prédécesseur sur d’autres théâtre de la Seconde Guerre mondiale, dont l’océan Pacifique et l’Asie. Gary Grigsby réutilise ensuite le moteur de jeu de Panzer Strike pour développer un nouveau wargame qui est publiée sous le titre de Overrun! par Strategic Simulations en 1989 sur Apple II et Commodore 64. Ce dernier transpose le système de jeu de ses prédécesseurs à des conflits hypothétiques en Europe et au Moyen-Orient dans le contexte de la guerre froide.